# Adventure Island II
Adventure Island II, conosciuto in Giappone come Takahashi Meijin no Bōken Jima Tsū (高橋名人の冒険島Ⅱ?), è un videogioco prodotto per il NES dalla Now Production e pubblicato da Hudson Soft nel 1991. È il primo sequel dell'originale Adventure Island uscito nel 1986. In questa seconda avventura, il protagonista Maestro Higgins deve salvare Tina, sorella della principessa Leilani del primo episodio, rapita dallo stesso malvagio stregone.

## Trama
La fidanzata del Maestro Higgins, Tina, è appena stata rapita dai seguaci di uno sciamano malvagio. Vari mostri al suo servizio controllano otto pericolose isole. Il Maestro Higgins intraprende la ricerca della sua amata, aiutato da quattro simpatici dinosauri disposti ad affrontare i pericoli delle isole per sconfiggere i loro comuni oppressori.

## Modalità di gioco
La modalità di gioco è molto simile a quella dell'originale. Anche qui infatti, il protagonista deve superare le varie aree sconfiggendo i nemici e raccogliendo frutta per ripristinare la propria energia vitale. Sono però state introdotte numerose novità. Il gioco stavolta è suddiviso in otto isole, ciascuna comprendente un certo numero di aree. Alla fine di ogni area, il giocatore dovrà scegliere un uovo contenente un bonus e, in base all'uovo scelto, verrà poi condotto ad un'area successiva. Non è infatti necessario completare tutte le aree presenti in un'isola per passare a quella successiva, ad ogni modo alla fine di ciascuna isola il giocatore deve sconfiggere un boss. Se il giocatore perde una vita durante lo scontro con il boss, questo si sposterà in un'altra area. La maggiore novità di questo gioco consiste nella possibilità per il giocatore di cavalcare dei dinosauri reperibili nelle uova dislocate nei vari livelli. Sono presenti quattro tipi di dinosauri, ciascuno con le proprie abilità, ovvero:
- Camptosaurus rosso: attacca i nemici sputando fuoco e può nuotare nella lava
- Camptosaurus blu: attacca i nemici usando la coda come una frusta e sa camminare sul ghiaccio senza scivolare
- Pteranodon: uno pterodattilo in grado di volare ma difficilmente controllabile. Attacca lanciando pietre
- Elasmosaurus: un serpente in grado di nuotare velocemente sott'acqua. Non dispone di una propria arma

Cavalcando un dinosauro, Maestro Higgins può aumentare la propria velocità e il proprio potere di attacco, ma la sua energia vitale diminuirà più rapidamente. Inoltre, in caso di contatto con un nemico mentre si cavalca un dinosauro, questo muore ma il giocatore non perde una vita. Durante gli scontri con i boss i dinosauri aiutano il giocatore nel combattimento, ma indipendentemente da Maestro Higgins, senza che sia possibile controllarli. Un'altra novità consiste nella possibilità di immagazzinare i propri power-up (ovvero dinosauri e asce) in un apposito inventario, in modo da poterli poi utilizzare nelle aree successive. Anche in questo gioco sono presenti aree nascoste in cui è possibile ottenere dei bonus o addirittura la possibilità di saltare l'isola in cui ci si trova passando alla successiva. Vista la sua notevole lunghezza, il gioco è anche provvisto di un sistema che consente di scegliere da quale isola iniziare l'avventura, dando per completate tutte le precedenti.

## Accoglienza
| Testata | Giudizio |
| ------- | -------- |
| AllGame | 3.5/5    |
| GamePro | 16/25    |

Skyler Miller, editore di Allgame, ha lodato il gioco per la sua originalità, nello specifico per "grafiche migliorate, una schermata di mappa e soprattutto quattro amici dinosauri guidabili da Master Higgins, ognuno con la sua abilità speciale".